# نعومي هاريس
نعومي هاريس هي مصورة كندية، ولدت في 26 مايو 1973.

## أعمالها
- الصف الأول (فيلم)